# Filipa de Gueldres
Filipa de Gueldres (em francês:  Philippe de Gueldre; Grave, 9 de novembro de 1464 - Pont-à-Mousson, 28 de fevereiro de 1547), foi uma Duquesa da Lorena, filha de Adolfo de Egmont, Duque de Gueldres.

## Biografia

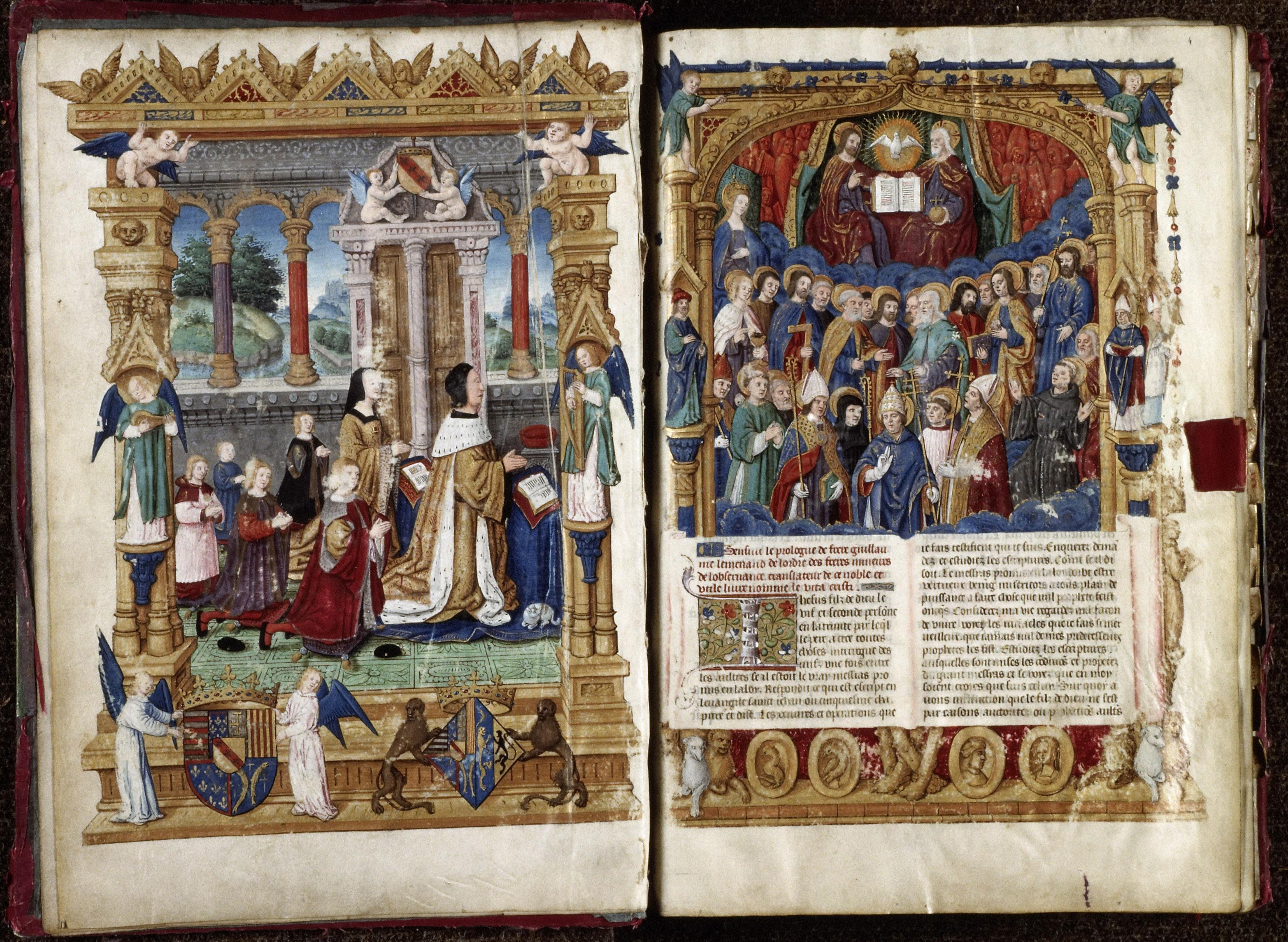
Filipa de Gueldres e sua família, frontispício de “A Grande Vida de Jesus Cristo”, Ludolfo de Saxe, Biblioteca Municipal de Lyon.

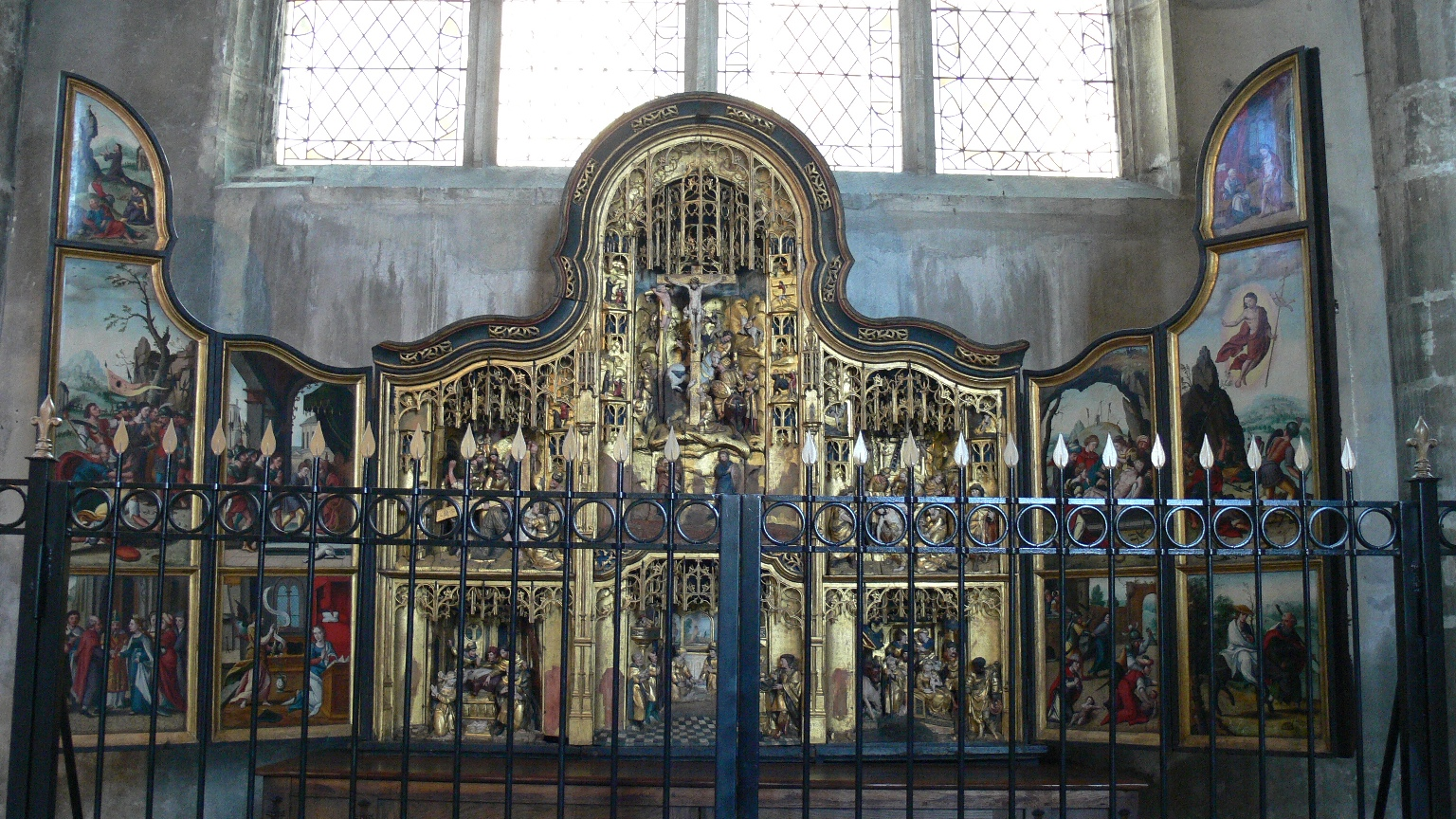
Retábulo oferecido às Clarissas, igreja de S. Lourenço, Pont-à-Mousson

Filipa era filha de Adolfo I, Duque de Gueldres e de Catarina de Bourbon. Por sua mãe, que morreu quando ela tinha apenas dois anos, ela era sobrinha de Pedro II de Bourbon, Senhor de Beaujeu e Duque de Bourbon, casado com o regente Ana de Beaujeu. Filipa era também prima co-irmã de Luísa de Sabóia, a mãe do futuro rei Francisco I da França.
Todos estes relacionamentos familiares tornavam Filipa uma interessante aliança matrimonial.

### Casamento na Lorena
Na mesma altura, o duque Renato II da Lorena e de Bar, fortalecido pelo prestígio de sua vitória sobre o estado Borguinhão na Batalha de Nancy (1477), obtivera a anulação do seu casamento com Joana de Harcourt que não lhe dera descendência. Sob instâncias da regente de França, Ana de Beaujeu, tia de Filipa, Renato II encontrou a nova esposa, capaz de lhe garantir uma posteridade legítima e de estreitar seus laços com a França, sem descuidar a proximidade do Sacro Império Romano-Germânico; Filipa era descendente dos duques de Borgonha, e parente próxima do imperador Maximilino I.

### Descendência
O seu casamento com o duque Renato II foi celebrado em Orleães a 1 de setembro de 1485 e o casal teve doze filhos:
1. Carlos (Charles) (morto jovem em 1486);
2. Francisco (François) (nascido e falecido em 1487);
3. António (Antoine) (1489-1544), duque de Lorena e Bar, com descendência;
4. Ana (Anne) (1490-1491);
5. Nicolau (Nicholas) (morto jovem em 1493);
6. Isabel (Isabelle) (1494-1508);
7. Cláudio (Claude) (1496-1550), Duque de Guise, Conde de Harcourt, de Aumale, Barão de Elbeuf, de Mayenne e Senhor de Joinville, com descendência;
8. João (Jean) (1498-1550), Cardeal, Bispo de Toul, Metz e Verdun;
9. Luís (Louis) (1500-1528), Bispo de Verdun até 1522, Conde de Vaudémont desde 1522, morreu no cerco de Nápoles;
10. Cláudia (Claude) (1502-morreu jovem)
11. Catarina (Catherine) (morreu jovem em 1502)
12. Francisco (François) (1506-1525), Barão de Lambesc, morto na batalha de Pavia.

### Duquesa viúva
Com a morte de Renato II, Filipa tentou assumir a regência mas os Estados da Lorena julgaram que o seu filho António, com 19 anos, tinha idade suficiente para reinar.
Aproveitando os laços familiares com a corte francesa, ela enviou os filhos mais novos para terminar a sua formação em França. Cláudio impõe-se e viria a desempenhar um papel importante papel político no Reino de França, sendo o fundador da poderosa Casa de Guise.
João, elevado muito jovem à dignidade de Cardeal, acumula benefícios eclesiásticos e prestigiados bispados, e torna-se um dos mais influentes homens do reino e quase se tornou Papa.
A 13 de junho de 1509, a duquesa viúva comprou o senhorio de Mayenne à sua cunhada Margarida de Lorena.
A 15 de dezembro de 1519, Filipa retira-se para o convento Clarissas em Pont-à-Mousson, e encomendou um magnífico retábulo que ofereceu à congregação e aí permaneceu até à sua morte.
O seu irmão, o duque Carlos de Gueldres, morreu em 30 de junho de 1538, sem descendência legítima, e ela reivindicou a sucessão dos ducados de Gueldres e Jülich, mas o imperador Carlos V confiscou o ducado. No entanto, a reivindicação dos estados foi transmitida ao seu filho António, que acrescentou ao Brasão dos duques da Lorena os símbolos de Gueldres e Jülich.
O duque António morreu em 1544, sucedendo-lhe o filho, Francisco I da Lorena. O jovem duque, após ter negociado as Tréguas de Crépy-en-Laonnois entre a França e o Império, morreu prematuramente, tendo reinado menos de um ano.
O filho e sucessor, Carlos III da Lorena a quem a história dará o apelido de o Grande, bisneto de Filipa, tinha apenas dois anos. A regência dos ducados foi confiada à mãe do duquesinho, Cristina da Dinamarca e ao seu tio Nicolau de Lorena, bispo francófono de Toul que abandonou o estado eclesiástico para poder assegurar a sucessão da dinastia caso seu sobrinho morresse sem descendência. O futuro dos ducados parecia incerto.

### Morte
A duquesa viúva Filipa morreu em 1547 com a idade de 80 anos e fama de santa, e foi sepultada no panteão ducal da Igreja dos Cordeliers de Nancy. 
O seu túmulo tem esculpida a sua figura reclinada por Ligier Richier, tendo sido beatificada pela Igreja Católica.

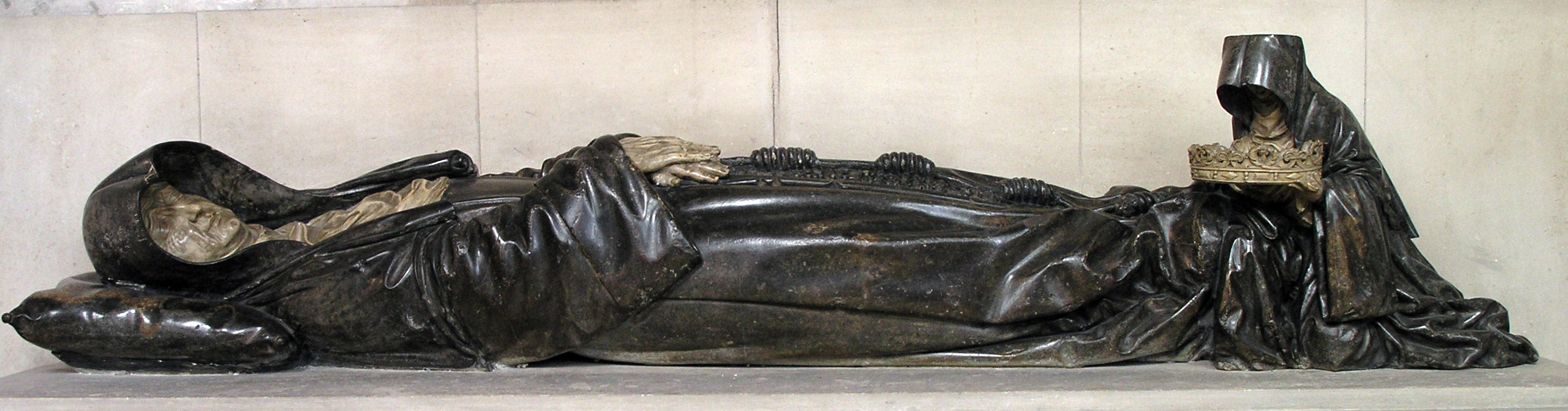
Estátua Jacente de Filipa de Gueldres por Ligier Richier, igreja dos Cordeliers, Nancy.

## Memória atual
Em homenagem à duquesa existe a Rue Philippe de Gueldres, em Nancy. Também em Pont-à-Mousson existe uma rua com o mesmo nome.
Em Nancy existe um ginásio batizado de Gymnase Philippe de Gueldres.